# Kiczora (806 m)
Kiczora – szczyt w Pasmie Jaworzyny w Beskidzie Sądeckim. Znajduje się w grzbiecie odchodzącym na południowy zachód od szczytu nad Łabowską Halą (1064 m) w głównej grani Pasma Jaworzyny i opadającym do doliny Popradu. Grzbiet ten oddziela dolinę Łomniczanki (po zachodniej stronie) od doliny Wierchomlanki (po wschodniej stronie). W kolejności z północy na południe znajdują się w nim: Wargulszańskie Góry (1035 m), Parchowatka (1004 m), Łaziska (941 m), Kiczora (806 m) i Drapa (717 m).
Kiczora to nazwa pochodzenia wołoskiego, w Karpatach spotykana dość często. Ta Kiczora wznosi się nad miejscowościami Łomnica-Zdrój i Wierchomla Wielka. Jest w większości zalesiona. Jedynie dolną część północno-wschodnich oraz zachodnich stoków zajmują pola uprawne i zabudowanie tych miejscowości. Nie prowadzi przez nią żaden znakowany szlak turystyki pieszej, ale drogami polnymi i leśnymi wyznakowano szlak turystyki konnej.
Szlaki turystyczne
 – szlak turystyki konnej z Wierchomli Wielkiej przez Kiczorę do Łomnicy-Zdroju.